# Gehyra membranacruralis
Gehyra membranacruralis är en ödleart som beskrevs av  King och HORNER 1989. Gehyra membranacruralis ingår i släktet Gehyra och familjen geckoödlor.
Artens utbredningsområde är Papua Nya Guinea. Inga underarter finns listade i Catalogue of Life.